# Шанхай Шаркс
«Шанхай Дашаюй» или «Шанхай Шаркс» (кит. упр. 上海大鲨鱼, пиньинь Shànghǎi dàshāyú, англ. Shanghai Sharks) — китайский баскетбольный клуб, выступающий в Южном дивизионе Китайской баскетбольной ассоциации (КБА). Представляет город Шанхай. Президентом клуба является бывший игрок команды и национальной сборной КНР Яо Мин.

## История
История баскетбола в Шанхае насчитывает более 50 лет, однако профессиональная команда была образована в 1996 году. Инициаторами создания клуба был Шанхайский институт физической культуры и спорта, а также Шанхайская телекомпания OTV. Первоначально команда выступала во втором дивизионе, на следующий год получила право выступать в элитном чемпионате. Наиболее удачными были сезоны 1999/00 и 2000/01 года, однако «Акулы» останавливались в шаге от чемпионства. Однако, уже в следующем году при участии главной звезды клуба Яо Мина клуб стал чемпионом КБА.
Команда столкнулась с серьёзными финансовыми проблемами в сезоне 2008/09, и ей грозила опасность не выступить в сезоне 2009/10 из-за шаткого финансового положения. 16 июля 2009 г. китайские СМИ сообщили, что Яо Мина собирается купить команду.
В сезоне 2021/22 Китайской баскетбольной ассоциации клуб «Шанхай Шаркс» вошёл в число лучших команд страны после того, как одержал крупную победную серию. Командой руководил главный тренер Ли Чуньцзян.
В 2021 году команда стала интернет-мемом, авторами которых выступили фанаты НБА. Команду в шутку называют будущим местом приземления для игроков, в основном известных звёзд, которые не показывают себя в игре или в сериях, особенно в плей-офф.

## Изъятые из обращения номера
- 15  Яо Мин

## Выступления в чемпионате
| Сезон   | Команда          | Страна | Дивизион | Место |
| ------- | ---------------- | ------ | -------- | ----- |
| 1995/96 | Шанхайские акулы | Китай  | 2        | 1     |
| 1996/97 | Шанхайские акулы | Китай  | 1        | 6     |
| 1997/98 | Шанхай Шаркс     | Китай  | 1        | 5     |
| 1998/99 | Шанхайские акулы | Китай  | 1        | 5     |
| 1999/00 | Шанхайские акулы | Китай  | 1        | 2     |
| 2000/01 | Шанхай Шаркс     | Китай  | 1        | 2     |
| 2001/02 | Шанхайские акулы | Китай  | 1        | 1     |
| 2002/03 | Шанхайские акулы | Китай  | 1        | 10    |
| 2003/04 | Шанхайские акулы | Китай  | 1        | 9     |
| 2004/05 | Шанхайские акулы | Китай  | 1        | 9     |
| 2005/06 | Шанхайские акулы | Китай  | 1        | 9     |
| 2006/07 | Шанхайские акулы | Китай  | 1        | 8     |
| 2007/08 | Шанхайские акулы | Китай  | 1        | 13    |
| 2008/09 | Шанхайские акулы | Китай  | 1        | 17    |
| 2009/10 | Шанхайские акулы | Китай  | 1        | 4     |
| 2010/11 | Шанхайские акулы | Китай  | 1        | 12    |

## Достижения
- Чемпион Китайской баскетбольной ассоциации: 1, 2001/02
- Серебряный призёр Китайской баскетбольной ассоциации: 2, 1999/00, 2000/01

## Известные игроки
- Яо Мин
- Лю Вэй
- Ма Цзянь
- Чжан Вэньци
- Чжэн Чжилун
- Гилберт Аринас
- Ди Джей Уайт
- Майк Харрис
- Саулюс Штромбергс
- Заид Аббас